# Harry Turtledove
Harry Turtledove (Los Angeles, 14 giugno 1949) è uno scrittore statunitense di romanzi storici, ucronici, fantascientifici e fantasy.

## Biografia
Nato nel 1949 da una famiglia ebrea, ha svolto gli studi universitari presso la UCLA, conseguendo il dottorato di ricerca in storia bizantina con una tesi sul regno di Giustino II e Tiberio II Costantino. Nei tardi anni Settanta si è dedicato alla scrittura narrativa, inizialmente utilizzando lo pseudonimo di "Eric Iverson" per evitare illazioni sul proprio cognome (letteralmente Turtledove significa "tortora"), e ha raggiunto il successo negli anni Ottanta con il ciclo di Videssos, un fantasy storico ambientato nella controparte dell'Impero romano d'Oriente di una Terra parallela; successivamente si è dedicato alla fantascienza ucronica con le saghe della Invasione e della Colonizzazione. Tema ricorrente nei suoi scritti è la riflessione sul genocidio.

## Opere
Per ogni testo si indica la prima edizione nell'originale inglese e l'eventuale prima traduzione in lingua italiana. Le serie di romanzi e racconti interconnessi sono elencate cronologicamente.

### Ciclo di Elabon
Una serie fantasy ambientata nell'Impero di Elabon, modellato sull'Impero romano d'Occidente della Tarda Antichità; segue l'ascesa politica del signorotto Gerin la Volpe, governatore di un feudo nella regione corrispondente alla Gallia.
La serie era stata inizialmente pensata come dilogia, ma a distanza di quindici anni Turtledove revisionò e combinò assieme in un tomo unico i due romanzi preesistenti e proseguì la vicenda con tre nuovi testi, risultando in una tetralogia. 
1. Il libro dei poteri (Werenight), Baen Books, 1994. Trad. Annarita Guarnieri, Fantacollana 137, Editrice Nord, 1996. Fix-up revisionato di due romanzi precedenti:
  - Wereblood, Belmont Tower, 1979. Firmato con lo pseudonimo di Eric Iverson.
  - Werenight, Belmont Tower, 1979. Firmato con lo pseudonimo di Eric Iverson.
2. Prince of the North, Baen Books, 1994.
3. King of the North, Baen Books, 1996.
4. Fox and Empire, Baen Books, 1998.

La tetralogia è stata riunita nei due omnibus Wisdom of the Fox (Baen Books, 1999; volumi 1-2) e Tale of the Fox (Baen Books, 2000; volumi 3-4).

### Ciclo dell'Agente di Bisanzio
Un ciclo di sei racconti e un romanzo breve ucronici ambientati in una linea temporale in cui Maometto si convertì al cristianesimo anziché fondare l'Islam, così che il califfato arabo non si è mai costituito; ha per protagonista Basil Argyros, un agente segreto dell'Impero romano d'Oriente attivo contro la Persia sassanide e il regno dei Franchi nel XIV secolo. I racconti sono elencati secondo la cronologia interna, che non coincide con quella di composizione:
1. "The Eyes of Argos", Amazing Stories gennaio 1986.
2. "Strange Eruptions", Isaac Asimov's Science Fiction Magazine agosto 1986.
3. "Pillar of Cloud, Pillar of Fire", Isaac Asimov's Science Fiction Magazine dicembre 1989.
4. "Unholy Trinity", Amazing Stories luglio 1985.
5. "Archetypes", Amazing Stories novembre 1985.
6. "Images", Isaac Asimov's Science Fiction Magazine marzo 1987.
7. Superwine, Isaac Asimov's Science Fiction Magazine aprile 1987.

Turtledove combinò assieme i primi sei episodi in un romanzo fix-up intitolato L'impero dei misteri (Agent of Byzantium), Congdon & Weed, 1987; trad. Paola Moraghi, Guerrieri Stellari 2, Alberto Peruzzo Editore, 1989. Il settimo episodio composto nel 1989 fu integrato nel fix-up nella successiva edizione L'agente di Bisanzio (Agent of Byzantium), Baen Books, 1994; trad. Viviana Viviani, Narrativa Nord 68, Editrice Nord, 1996.
Si svolge in questo universo anche un racconto prequel che narra un episodio della vita immaginaria di Maometto:
- "Partenze" ("Departures"), Isaac Asimov's Science Fiction Magazine gennaio 1989. Trad. Roberto Di Meglio in Isaac Asimov Science Fiction Magazine 2, Telemaco, febbraio 1993.

### A Different Flesh
Un ciclo di quattro racconti e tre romanzi brevi ucronici in cui il continente americano è rimasto isolato dall'Eurasia prima che i popoli nativi americani potessero attraversare lo Stretto di Bering, divenendo quindi l'ultima regione popolata dagli uomini di Neandertal e dalla megafauna preistorica. I racconti ripercorrono la colonizzazione europea di queste Americhe alternative e le conseguenti interazioni fra homo sapiens sapiens e Neandertal.
1. "Vilest Beast", Analog Science Fiction/Science Fact settembre 1985.
2. "And So to Bed", Analog Science Fiction/Science Fact gennaio 1986.
3. "Around the Salt Lick", Analog Science Fiction/Science Fact febbraio 1986.
4. "The Iron Elephant", Analog Science Fiction/Science Fact maggio 1986.
5. Though the Heavens Fall, Analog Science Fiction/Science Fact settembre 1986.
6. Trapping Run, Isaac Asimov's Science Fiction Magazine febbraio 1988.
7. Freedom, Isaac Asimov's Science Fiction Magazine marzo 1988.

Il ciclo è stato riunito nella raccolta A Different Flesh, Congdon & Weed, 1988, nella quale i sette episodi sono interconnessi da una cornice narrativa composta appositamente.

### Earthgrip
Un ciclo di due romanzi brevi e un racconto di fantascienza dura in cui una docente universitaria di letteratura inglese specializzata in fantascienza si imbarca come marinaia su un'astronave mercantile.
1. 6 + poi The G'Bur, Analog Science Fiction/Science Fact settembre 1987.
2. "Nothing in the Night-Time" poi "The Atheters", Analog Science Fiction/Science Fact marzo 1989.
3. The Great Unknown poi The Foitani, serializzato in tre puntate su Analog Science Fiction/Science Fact aprile, maggio e giugno 1991.

Il ciclo è stato riunito nella raccolta Earthgrip, Ballantine Books, 1991, nella quale tutti i tre episodi ricevettero nuovi titoli.

### Universo di Videssos
Una serie fantasy ambientata nell'Impero di Videssos, uno stato corrispondente all'Impero romano d'Oriente dell'Alto Medioevo, spesso in conflitto con il regno di Makuran, analogo a sua volta alla Persia sassanide. La saga è articolata in tre sotto-serie fra loro autonome; la cronologia interna è esattamente inversa rispetto all'ordine di pubblicazione (prima l'Era dei Disordini, poi la saga di Krispos, infine quella della Legione).

#### Saga della Legione di Videssos
1. La legione perduta (The Misplaced Legion), Del Rey / Ballantine, 1987. Trad. Annarita Guarnieri, Fantacollana 85, Editrice Nord, 1989.
2. Un imperatore per la legione (An Emperor for the Legion), Del Rey / Ballantine, 1987. Trad. Annarita Guarnieri, Fantacollana 88, Editrice Nord, 1989.
3. La legione di Videssos (The Legion of Videssos), Del Rey / Ballantine, 1987. Trad. Annarita Guarnieri, Fantacollana 91, Editrice Nord, 1990.
4. Le daghe della legione (Swords of the Legion), Del Rey / Ballantine, 1987. Trad. Annarita Guarnieri, Fantacollana 94, Editrice Nord, 1990.

La tetralogia è stata riunita nell'omnibus Videssos Cycle, Del Rey / Ballantine, 1988.

#### Saga di Krispos
1. L'ascesa di Krispos (Krispos Rising), Del Rey / Ballantine, 1990. Trad. Annarita Guarnieri, Fantacollana 114, Editrice Nord, 1992.
2. Krispos di Videssos (Krispos of Videssos), Del Rey / Ballantine, 1991. Trad. Annarita Guarnieri, Fantacollana 122, Editrice Nord, 1993.
3. Krispos l'imperatore (Krispos the Empereor), Del Rey / Ballantine, 1994. Trad. Annarita Guarnieri, Fantacollana 135, Editrice Nord, 1995.

La trilogia è stata riunita nell'omnibus The Tale of Krispos, Del Rey / Ballantine, 2007.

#### L'Era dei Disordini
1. Il trono rubato (The Stolen Throne), Del Rey / Ballantine, 1995. Trad. Bernardo Cicchetti, Il Libro d'Oro 95, Fanucci Editore, 1997.
2. L'ora della vendetta (Hammer and Anvil), Del Rey / Ballantine, 1996. Trad. Bernardo Cicchetti, Il Libro d'Oro 99, Fanucci Editore, 1997.
3. Le mille città (The Thousand Cities), Del Rey / Ballantine, 1997. Trad. Bernardo Cicchetti, Il Libro d'Oro 100, Fanucci Editore, 1998.
4. La città assediata (Videssos Besieged), Del Rey / Ballantine, 1998. Trad. Bernardo Cicchetti, Il Libro d'Oro 109, Fanucci Editore, 1999.

La tetralogia è stata riunita nei due omnibus The Time of Troubles I (Baen Books, 2005; volumi 1-2) e The Time of Troubles II (Baen Books, 2005; volumi 3-4).

#### Testi autoconclusivi
Si svolgono a Videssos anche due racconti e un romanzo fra loro autonomi.
- "A Difficult Undertaking", Dragon Magazine settembre 1986.
- "The Seventh Chapter", The Magazine of Fantasy and Science Fiction settembre 1997.
- The Bridge of the Separator, Baen Books, 2005.

### Saga dell'invasione e colonizzazione
Un ciclo di fantascienza militare ambientato in un'ucronia in cui una specie aliena invade la Terra nel 1942, nel pieno della Seconda Guerra Mondiale, così che la Guerra Fredda vede contrapporsi gli Alleati, l'Asse, il Comintern e gli insediamenti coloniali extraterrestri. La serie è articolata fra una prima tetralogia dedicata al conflitto, una seconda trilogia ambientata nel Dopoguerra e un romanzo conclusivo autonomo sulla prima spedizione spaziale terrestre.

#### Ciclo dell'invasione
1. Invasione anno zero (In the Balance), Del Rey / Ballantine, 1994. Trad. Gianluigi Zuddas, Narrativa Nord 57, Editrice Nord, 1995.
2. Invasione fase seconda (Tilting the Balance), Del Rey / Ballantine, 1994. Trad. Gianluigi Zuddas, Narrativa Nord 72, Editrice Nord, 1996.
3. Invasione atto terzo (Upsetting the Balance), Del Rey / Ballantine, 1996. Trad. Gianluigi Zuddas, Narrativa Nord 79, Editrice Nord, 1997.
4. Invasione atto finale (Striking the Balance), Del Rey / Ballantine, 1996. Trad. Gianluigi Zuddas, Narrativa Nord 89, Editrice Nord, 1997.

#### Ciclo della colonizzazione
1. Colonizzazione fase 1 (Second Contact), Del Rey / Ballantine, 1999. Trad. Carlo Borriello, Il Libro d'Oro 104, Fanucci Editore, 1998.
2. Colonizzazione fase 2 (Down to Earth), Del Rey / Ballantine, 2000. Trad. Carlo Borriello, Il Libro d'Oro 123, Fanucci Editore, 2000.
3. Colonizzazione fase 3 (Aftershocks), Del Rey / Ballantine, 2001. Trad. Carlo Borriello, Il Libro d'Oro 132, Fanucci Editore, 2001.

#### Romanzo conclusivo
La traduzione italiana lo presenta impropriamente come quarto volume del ciclo della colonizzazione.
- Colonizzazione fase 4 (Homeward Bound), Del Rey / Ballantine, 2005. Trad. Nello Giugliano, Il Libro d'Oro 151, Fanucci Editore, 2006.

### La guerra dei regni
Una serie fantasy ambientata in un continente immaginario modellato sull'Europa e l'Africa, in cui la magia è stata razionalizzata e ha innescato una rivoluzione industriale; racconta un grande conflitto di massa equivalente alle Guerre Mondiali.
1. Nell'oscurità (Into the Darkness), Tor Books, 1999. Trad. Carlo Borriello, Il Libro d'Oro 116, Fanucci Editore, 1999.
2. Scende l'oscurità (Darkness Descending), Tor Books, 2000. Trad. Elena Gigliozzi, Il Libro d'Oro 128, Fanucci Editore, 2001.
3. Attraverso l'oscurità (Through the Darkness), Tor Books, 2001. Trad. Elena Gigliozzi, Il Libro d'Oro 135, Fanucci Editore, 2002.
4. I signori dell'oscurità (Rulers of the Darkness), Tor Books, 2002. Trad. Gloria Pastorino, Il Libro d'Oro 140, Fanucci Editore, 2003.
5. Le fauci dell'oscurità (Jaws of the Darkness), Tor Books, 2003. Trad. Gloria Pastorino, Il Libro d'Oro 143, Fanucci Editore, 2004.
6. La fine dell'oscurità (Out of the Darkness), Tor Books, 2004. Trad. Raffaella De Dominicis, Il Libro d'Oro 149, Fanucci Editore, 2005.

### Timeline-191oSouthern Victory
Un'ucronia in cui si ipotizza una vittoria confederata durante la guerra di secessione americana e se ne descrivono le conseguenze sulla storia mondiale fino alla metà del XX secolo. La serie si articola fra un romanzo introduttivo autonomo ambientato nel pieno Ottocento, una prima trilogia sulla Grande guerra, una seconda trilogia sul periodo interbellico e una tetralogia sulla Seconda guerra mondiale.

#### Romanzo introduttivo
- How Few Remain, Signed First Editions of Science Fiction 116, The Easton Press, 1997.

#### The Great War
1. American Front, Del Rey / Ballantine, 1998.
2. Walk In Hell, Del Rey / Ballantine, 1999.
3. Breakthroughs, Del Rey / Ballantine, 2000.

#### The American Empire
1. Blood And Iron, Del Rey / Ballantine, 2001.
2. The Center Cannot Hold, Del Rey / Ballantine, 2002.
3. The Victorious Opposition, Del Rey / Ballantine, 2003.

#### Settling Accounts
1. Return Engagement, Del Rey / Ballantine, 2004.
2. Drive to the East, Del Rey / Ballantine, 2005.
3. The Grapple, Del Rey / Ballantine, 2006.
4. In at the Death, Del Rey / Ballantine, 2007.

### The War Between the Provinces
Una serie fantasy ambientata in un continente immaginario modellato sull'America settentrionale, narra in tono parodico una guerra civile che ricalca la guerra di secessione americana.
1. Sentry Peak, Baen Books, 2000.
2. Marching Through Peachtree, Baen Books, 2001.
3. Advance and Retreat, Baen Books, 2002.

### Hellenic Traders
Una saga di romanzi storici imperniata su due mercanti greci che viaggiano per il Mediterraneo nel tardo IV secolo a.C., durante le Guerre dei diadochi; i primi quattro episodi furono originariamente firmati con lo pseudonimo di H. N. Turteltaub.
1. Over the Wine-Dark Sea, Forge, 2001.
2. The Gryphon's Skull, Tor Books, 2002.
3. The Sacred Land, Forge, 2003.
4. Owls to Athens, Tor Books, 2004.
5. Salamis, CAEZIK SF & Fantasy, 2020.

### Conan il Barbaro
Turtledove ha composto un romanzo "apocrifo" del ciclo di Conan il barbaro creato da Robert E. Howard. L'opera mette in scena l'unico episodio della giovinezza di Conan di cui si abbia notizia dalle opere originali di Howard.
- Conan of Venarium, Tor Books, 2003.

### Crosstime Traffic
Una serie di fantascienza ambientata in un tardo XXI secolo in cui i Terrestri hanno imparato a visitare dimensioni parallele a scopo commerciale; è l'unica opera di Turtledove composta per il pubblico adolescente. 
1. Guerre imperiali (Gunpowder Empire), Tor Books, 2003. Trad. Simone Buttazzi, Valis 1, Hobby & Work Publishing, maggio 2006.
2. L'ultimo Reich (Curious Notions), Tor Books, 2004. Trad. Simone Buttazzi, Valis 5, Hobby & Work Publishing, marzo 2007.
3. In High Places, Tor Books, 2006.
4. The Disunited States of America, Tor Books, 2006.
5. The Gladiator, Tor Books, 2007.
6. The Valley-Westside War , Tor Books, 2008.

### Scepter of Mercy
Una trilogia high fantasy firmata con lo pseudonimo di Dan Chernenko.
1. The Bastard King, Roc / New American Library, 2003.
2. The Chernagor Pirates, Roc / New American Library, 2004.
3. The Scepter's Return, Roc / New American Library, 2005.

### Days of Infamy
Una dilogia ucronica sulla Seconda guerra mondiale in cui l'Impero giapponese invade le Isole Hawaii subito dopo l'attacco di Pearl Harbor, determinando uno sviluppo alternativo del teatro del Pacifico.
1. Days of Infamy, New American Library, 2004.
2. End of the Beginning, New American Library, 2005.

### Lost Continent of Atlantis
Una trilogia ucronica in cui la costa atlantica del Nord America, dalla punta della Florida fino alla Nuova Scozia, si è staccata dal resto del continente nel corso della preistoria e ha sviluppato un ecosistema simile a quello della Nuova Zelanda. Questo continente viene mappato nel 1452 dal pescatore bretone François Kersauzon, è battezzato dagli Europei con il nome di Atlantide, e determina un corso alternativo dell'età moderna.
Turtledove creò l'ambientazione in due romanzi brevi autoconclusivi, poi riuniti nella raccolta Atlantis and Other Places, Roc / New American Library, 2010. 
- Audubon in Atlantis, Analog Science Fiction and Fact dicembre 2005.
- The Scarlet Band, Analog Science Fiction and Fact maggio 2006.

Successivamente vi ha collocato una trilogia di romanzi continuativi e di più ampio respiro:
1. Opening Atlantis, Roc / New American Library, 2007.
2. The United States of Atlantis, Roc / New American Library, 2008.
3. Liberating Atlantis, Roc / New American Library, 2009.

### Opening the World
Una serie fantasy ambientata in un continente ove gli esseri umani hanno raggiunto un livello tecnologico tipico dell'età del ferro, ma convivono ancora con la megafauna del Pleistocene; descrive gli effetti sociopolitici della fine di una glaciazione.
1. Beyond the Gap, Tor Books, 2007.
2. The Breath of God, Tor Books, 2008.
3. The Golden Shrine, Tor Books, 2009.

### The War That Came Early
Un'esalogia ucronica in cui i nazionalisti spagnoli vincono la guerra civile sotto la guida del generale José Sanjurjo, che allinea immediatamente il Paese all'Asse, e la Conferenza di Monaco si rivela inconcludente, ragion per cui Adolf Hitler decide di dichiarare guerra alla Cecoslovacchia già nel 1938, innescando la Seconda Guerra Mondiale in anticipo di un anno e su un diverso teatro.
1. Hitler's War, Del Rey / Ballantine, 2009.
2. West and East, Del Rey / Ballantine, 2010.
3. The Big Switch, Del Rey / Ballantine, 2011.
4. Coup d'Etat, Del Rey / Ballantine, 2012.
5. Two Fronts, Del Rey / Ballantine, 2013.
6. Last Orders, Del Rey / Ballantine, 2014.

### Supervolcano
Una trilogia di fantascienza apocalittica che narra gli effetti di un'ipotetica eruzione della caldera di Yellowstone.
1. Eruption, Roc / New American Library, 2011.
2. All Fall Down, Roc / New American Library, 2012.
3. Things Fall Apart, Roc / New American Library, 2013.

### The Hot War
Una trilogia di fantascienza apocalittica ucronica in cui il presidente statunitense Harry Truman autorizza il generale Douglas MacArthur a utilizzare le armi atomiche durante la Guerra di Corea, innescando la Terza Guerra Mondiale.
1. Bombs Away, Del Rey, 2015.
2. Fallout, Del Rey, 2016.
3. Armistice, Del Rey, 2017.

### A Future History of America
Ciclo creato in collaborazione da Harry Turtledove, James Morrow e Cat Rambo, è un'ucronia distopica. Donald Trump è rieletto presidente degli Stati Uniti d'America nel 2020, ma muore a causa della pandemia di COVID-19, così che il vicepresidente Mike Pence ascende a capo di Stato e cerca di trasformare la repubblica in una teocrazia fondamentalista cristiana. La serie consiste di tre romanzi brevi concatenati e pubblicati congiuntamente nell'antologia And the Last Trump Shall Sound: A Future History of America, CAEZIK SF & Fantasy, 2020.
1. The Breaking of Nations di Harry Turtledove.
2. The Purloined Republic di James Morrow.
3. Because It Is Bitter di Cat Rambo.

### Romanzi autoconclusivi
Si elencano sia i romanzi veri e propri sia i romanzi brevi.
- Noninterference, Del Rey / Ballantine, 1988.
- Missione su Minerva (A World of Difference), Del Rey / Ballantine, 1990. Trad. Carlo Borriello, Economica Tascabile 2ª serie n. 3, Fanucci Editore, 2000.
- The Guns of the South, Ballantine Books, 1992.
- The Case of the Toxic Spell Dump, Baen Books, 1993.
- Dramma nelle Terrefonde (Down in the Bottomlands), Analog Science Fiction and Fact gennaio 1993. Trad. Enzo Verrengia, Analog Fantascienza 3, Phoenix Enterprise Publishing Company, inverno 1995.
- The Two Georges, Hodder & Stoughton, 1995. Collaborazione con Richard Dreyfuss.
- Thessalonica, Baen Books, 1997.
- Between the Rivers, Tor Books, 1998.
- Justinian, Tor Books, 1998. Firmato con lo pseudonimo di H. N. Turteltaub.
- Household Gods, Tor Books, 1999. Collaborazione con Judith Tarr.
- The Daimon, nell'antologia Worlds That Weren't, a cura di Mary Gentle, S. M. Stirling, Harry Turtledove e Walter Jon Williams, Roc / New American Library, 2002.
- Per il trono d'Inghilterra (Ruled Britannia), New American Library, 2002. Trad. Diego Ramanzini, Narrativa Nord 177, Editrice Nord, 2003.
- In presenza del nemico (In the Presence of Mine Enemies), New American Library, 2003. Trad. Fabio Grano, Il Libro d'Oro 147, Fanucci Editore, 2005.
- Every Inch a King, ISFiC Press, 2005. Ispirata alla storia di Otto Witte.
- Fort Pillow, St. Martin's Press, 2006.
- After the Downfall, Start Publishing, 2008.
- The Man With the Iron Heart, Del Rey / Ballantine, 2008.
- La battaglia di Teutoburgo (Give Me Back My Legions!), St. Martin's Press, 2009. Trad. Maurizio Nati, Gli Aceri 4, Fanucci Editore, 2009.
- Joe Steele, New American Library, 2015.
- The House of Daniel, Tor Books, 2016.
- Through Darkest Europe, Tor Books, 2018.
- Alpha and Omega, Del Rey, 2019.
- Or Even Eagle Flew, Prince of Cats Literary Productions, 2021.
- Three Miles Down, Tor Books, 2022.